# Helina luyashanensis
Helina luyashanensis är en tvåvingeart som beskrevs av Wang, Xue och Lu 1990. Helina luyashanensis ingår i släktet Helina och familjen husflugor. Inga underarter finns listade i Catalogue of Life.